# Relations extérieures de l'Union européenne

États membres de l'Union européenne
États accueillant une délégation de l'Union

L'Union européenne entretient des relations bilatérales ou multilatérales avec la plupart des pays et des grandes organisations internationales de la planète. Avant la mise en place d'un service diplomatique propre aux instances de l'Union européenne et du développement en parallèle d'une politique autonome de représentation de l'UE menée par le Haut représentant et les représentants spéciaux en 2009, les échanges diplomatiques, commerciaux, culturels, etc. étaient majoritairement du fait des seuls États membres en leur nom propre.

## Relations diplomatiques

Logo du SEAE.

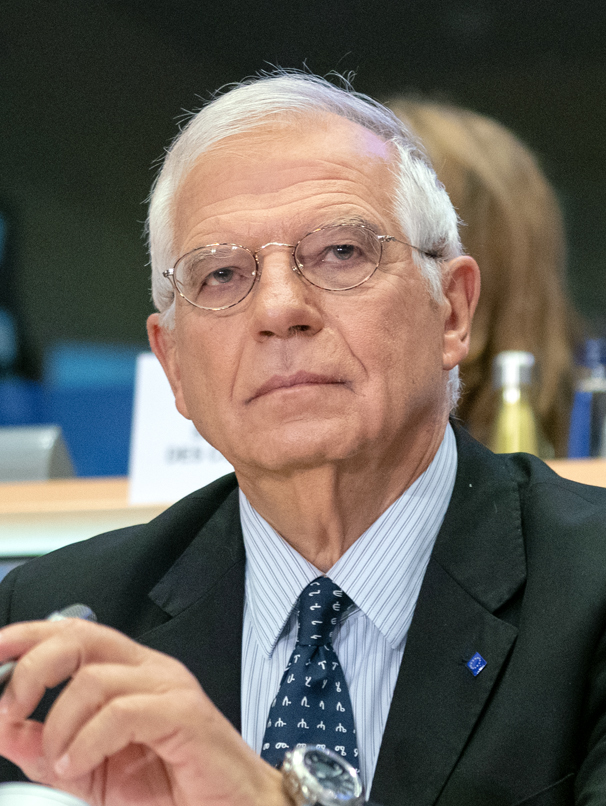
Josep Borrell, l'actuel Haut représentant.

### Espace régional européen
Le traité de Maastricht signé en 1992 a inscrit officiellement une distinction entre la méthode communautaire où les institutions européennes disposent de prérogatives indépendamment des États membres et la méthode intergouvernementale où ce sont les gouvernements nationaux et leurs représentants qui jouent un rôle central dans la politique commune. Jusqu'alors, la coopération dans les domaines de la politique étrangère, de sécurité, de la justice et des affaires intérieures n'étaient que du ressort des pays entre eux, Maastricht a introduit la politique étrangère et de sécurité commune (PESC) et la coopération policière et judiciaire en matière pénale permettant aux institutions de voir leurs pouvoirs et compétences renforcées.
Le traité de Lisbonne adopté en 2009 a conduit à une évolution majeure dans le domaine des relations diplomatiques de l'Union européenne avec ses partenaires étrangers. La création du poste de Haut Représentant et la mise en place de la branche diplomatique de l’UE appelée Service européen pour l'action extérieure (SEAE) ont permis de structurer et de regrouper les actions diplomatiques au sein de l'équivalent d'un « Ministère des Affaires étrangères » reprenant les fonctions précédemment assumées par la présidence tournante du Conseil de l'UE, par le Haut Représentant pour la politique étrangère et de sécurité commune et par le commissaire européen aux relations extérieures.
Le développement d'une politique intégrée et relativement indépendante des États membres a été accélérée par les récents élargissements vers l'est de l'Europe (PECO et îles méditerranéennes), que ce soit avec les nouveaux États membres, les pays riverains, mais également avec les partenaires stratégiques.
Renforcées par l'article 221 du TFUE, les 150 délégations assurent une représentation de l'Union dans les pays tiers et auprès des organisations internationales. Elles sont supervisées par le SEAE, représentent la Commission européenne et mettent en application les politiques de collaboration avec les acteurs locaux.
Dans le cadre des grands événements internationaux, l'Union européenne est également représentée de manière officielle par les présidents du Conseil européen, du Conseil de l'Union européenne, de la Commission européenne, du Parlement européen ou de la Banque centrale européenne.

#### Relations avec les pays candidats
Le Parlement dispose d'une commission spécialisée sur les questions des affaires étrangères, et la Commission d'un commissaire à l'élargissement également chargé de la politique européenne de voisinage. Les différentes parties prenantes de la diplomatie européenne doivent en premier lieu collaborer avec les pays voisins et notamment ceux inscrit dans une procédure d'adhésion : l'Albanie, la Bosnie-Herzégovine, la Macédoine, le Monténégro, la Serbie et la Turquie.
L'élargissement a permis de créer un espace commun de démocratie et de paix, de libertés et un marché commun. L'influence croissante de l'UE en tant qu'organisation régionale à caractère supranational a constitué l'une des motivations les plus fortes pour la transformation démocratique et économique des pays qui y aspirent, notamment vers les régimes parlementaires et l'économie de marché.
L'article 49 du traité sur l'Union européenne permet aux pays européens qui respectent les principes de liberté et de démocratie, les droits de l'homme, les libertés fondamentales, l’État de droit et les critères de Copenhague, de poser leur candidature à l'adhésion. L'UE peut également compter sur ses nombreuses agences qui agissent sur le territoire européen ou à l'international ; cela permet aussi de resserrer les liens avec les partenaires stratégiques, que ce soit les pays les plus développés ou ceux en développement.
Lors de la procédure d'adhésion, les pays reconnus reçoivent la visite de commissaires qui vérifient que les acquis communautaires ont bien été transposés en droit local. Les pays européens pratiquent également des échanges actifs dans le cadre de la stratégie de pré-adhésion et des accords de stabilisation et d'association signés par les pays candidats et ratifiés par les pays membres. Les pays candidats reçoivent une aide technique et financière des pays membres, ainsi que d'organismes internationaux comme la BIRD, le FMI et la BEI. À partir de 2017, l'UE a augmenté ses moyens et ses objectifs pour la région des Balkans occidentaux en mettant en place une stratégie dédiée.

##### Turquie
Depuis 1999, Turquie est officiellement reconnue comme pays candidat à l'adhésion à l'UE ; cependant son statut est contesté notamment par rapport à la position géographique de sa partie anatolienne, la non-reconnaissance de la république de Chypre, de multiples accusations de non-respect des droits de l'homme ou encore la gestion de la question kurde. Dans le cadre de l'OTAN dont la Turquie est membre, cette candidature est soutenue par les États-Unis et en dépit de progrès extrêmement lent dans les négociations, la question de l'adhésion demeure l'une des priorités de la politiqué étrangère turque au cours des deux dernières décennies. La première demande officielle d'association avec la CEE date de 1959 et si plusieurs accords ont depuis été signés ; notamment un accord d'association (accord d'Ankara, implémenté par le protocole d'Ankara) et un accord d'union douanière ; plusieurs pris s de pouvoir par l'armée ou par des régimes autocratiques ont conduit l'UE à retarder le processus. En 2018, celui-ci est à l'arrêt et si les dirigeants européens notent que « la Turquie demeure un pays candidat et un partenaire clé pour l'Union européenne », la tentative de coup d'État de 2016 et ses conséquences l'éloignent des valeurs de l'UE
La Turquie est également une puissance régionale, au croisement de l'Asie et de l'Europe, entre la mer Noire et la mer Méditerranée, ce qui la distingue des autres États candidats plus petits, moins développés et enclavés dans les Balkans occidentaux ; c'est la 6e économie en Europe et l'UE est son principal partenaire de commerce et d'investissements : 40 % du commerce extérieur turc est réalisé avec l'UE en 2014 et 64 % de l'investissement direct étranger en Turquie provient de pays membres de l'UE. Le pays est également un point de passage importants pour les migrants provenant du Moyen-Orient et se dirigeant vers l'Europe : elle accueille plus de 3,5 millions de réfugiés sur son territoire depuis le début de la guerre civile en Syrie en 2011 et elle a signé un accord migratoire visant à limiter le passage de migrants illégaux en échange d'un appui financier pour l'aider dans l'accueil des réfugiés.

#### Relations avec les pays riverains
- États membres
- Candidats reconnus
- Candidats potentiels
- Partenariat oriental
- Accord de partenariat et de coopération avec la Russie
- États membres de l'Association européenne de libre-échange
- Partenariat Euromed
- Autres pays de l'UPM

La Politique européenne de voisinage (PEV) mise en place en 2004, vise à renforcer la coopération politique, sécuritaire, économique et culturelle entre l'Union européenne et son voisinage proche. Sous la direction du Commissaire à l'élargissement et à la politique de voisinage, deux axes de développement ont été privilégiés, d'un côté, les pays d'Europe de l'Est, et, à la demande de la France, les pays du sud de la Méditerranée.
La base juridique de la PEV est prévue à l'article 8 du traité de Lisbonne (TFUE), qui introduit une politique reposant sur le développement de « relations privilégiées » avec les pays limitrophes, n'ayant pas vocation à intégrer l'Union.
Deux accords d'association ont ainsi été signés, le Partenariat oriental avec les pays de l'ex-bloc soviétique et le Partenariat Euromed faisant suite au Processus de Barcelone et concrétisé politiquement par l'Union pour la Méditerranée. Les commissaires à la politique commerciale commune, d'aide au développement et d'aide humanitaire sont également parties prenantes au processus de codéveloppement signés par les pays signataires, ce qui a permis de développer divers programmes de coopération : économiques, sociaux, culturels, sécuritaires ou encore migratoires,.

##### Russie
À la suite de l'effondrement du bloc soviétique, la Fédération russe a conservé un rôle de puissance régionale tout en cherchant à récupérer la sphère d'influence soviétique dans les régions d'Europe de l'Est et d'Asie centrale au sein de la Communauté des États indépendants et par le biais de divers accords binationaux dont notamment l'Union de la Russie et de la Biélorussie. La Russie est un partenaire essentiel de l'UE sur le plan commercial et surtout énergétique,.
L'accord de partenariat et de coopération entre la Russie et l'Union européenne est entré en vigueur en 1997, il régit les relations entre les deux entités sur les plans politiques, commerciaux, technologiques, scientifiques, culturels ou encore de la lutte anti-blanchiment. Il règle également les dispositions relatives aux Quatre libertés de l'UE (libre circulation des marchandises, des capitaux, des services et des personnes) et relatives à l'établissement du marché commun européen qui devrait par ailleurs s'étendre à terme à la Russie.

### Partenariats avec les grandes puissances internationales
De par son rang de superpuissance, l'Union européenne maintient des relations privilégiées avec les autres grandes puissances actuelles ou émergentes. Les 28 États membres de l'UE sont à l'origine d'un cinquième du commerce international, mais ces relations vont bien au-delà des aspects économiques, monétaires ou commerciaux.

#### États-Unis
Depuis 1951 et la création de la Communauté européenne du charbon et de l'acier, les représentants européens et américains ont développé des relations diplomatiques. Cette coopération s'est étendue à tous les domaines dans lesquels les deux entités jouent un rôle au niveau international.
À partir des années 1990, un système de consultations régulières a été mis en place et la Déclaration transatlantique, adoptée comme cadre institutionnel pour les relations euro-américaines. En 1995, un plan d'action et un agenda ont été définis donnant naissance en 1998 au Partenariat économique transatlantique (PET)
En 2005, les deux parties ont lancé une initiative de continuation de l'intégration économique transatlantique et ont mis en place un nouvel accord-cadre pour la promotion de l'intégration économique transatlantique. C'est dans cette optique que le Conseil économique transatlantique a été instauré en 2007.
En parallèle, différentes idées politiques ont été développées visant à un rapprochement encore plus abouti, en matière politique (Union transatlantique), économique (Marché transatlantique) ou commerciale
Sur la scène internationale, les liens historiques et culturels ainsi qu'un ensemble de valeurs communes font qu'américains et européens se rejoignent sur la majorité des sujets Les échanges de biens, de services et de personnes sont facilités, de même que les échanges d'informations et la coopération transatlantique dans différents domaines (sécurité, défense, judiciaire, normalisation, réglementations ...).
En termes de création de valeur, d'échanges de marchandises et de services ou d'investissements directs à l’étranger, les deux blocs occupent un rôle prépondérant sur la scène internationale et s'obligent ou s'affrontent mutuellement sur des enjeux économiques.
| Flux commerciaux            | Biens (2011)  | Services (2011) | IDE (2011)    |
| De l'UE vers les États-Unis | 260 Mds d'€   | 139 Mds d'€     | 112,6 Mds d'€ |
| Des États-Unis vers l'UE    | 127,9 Mds d'€ | 180 Mds d'€     | 144,5 Mds d'€ |

#### Chine
Les relations diplomatiques entre l'Union européenne et la Chine reposent sur un partenariat global qui s'est construit depuis la réouverture du pays aux Occidentaux dans les années 1970. Il a été convenu que les dirigeants européens et chinois se rencontrent une fois par an afin d'échanger sur les grands sujets de convergence : situation économique, coopération internationale, grands dossiers planétaires et des questions régionales et internationales.
L'UE est le partenaire économique le plus important de la Chine, et la Chine est le deuxième partenaire le plus important de l'UE après les États-Unis. À ce titre, la majorité des échanges portent sur des questions économiques et commerciales entre les deux parties, leurs relations économiques sont régies par l'Accord de commerce et de Coopération signé en 1985. Les flux d'investissements directs à l'étranger, de biens et de services étaient tous en forte progression durant les années 2000 et le nombre de barrières protectionnistes a été fortement abaissé.
| Flux commerciaux      | Biens (2011)  | Services (2010) | IDE (2010)  |
| De l'UE vers la Chine | 136,2 Mds d'€ | 22,3 Mds d'€    | 7,1 Mds d'€ |
| De la Chine vers l'UE | 292,1 Mds d'€ | 16,3 Mds d'€    | 0,7 Mds d'€ |

#### Japon

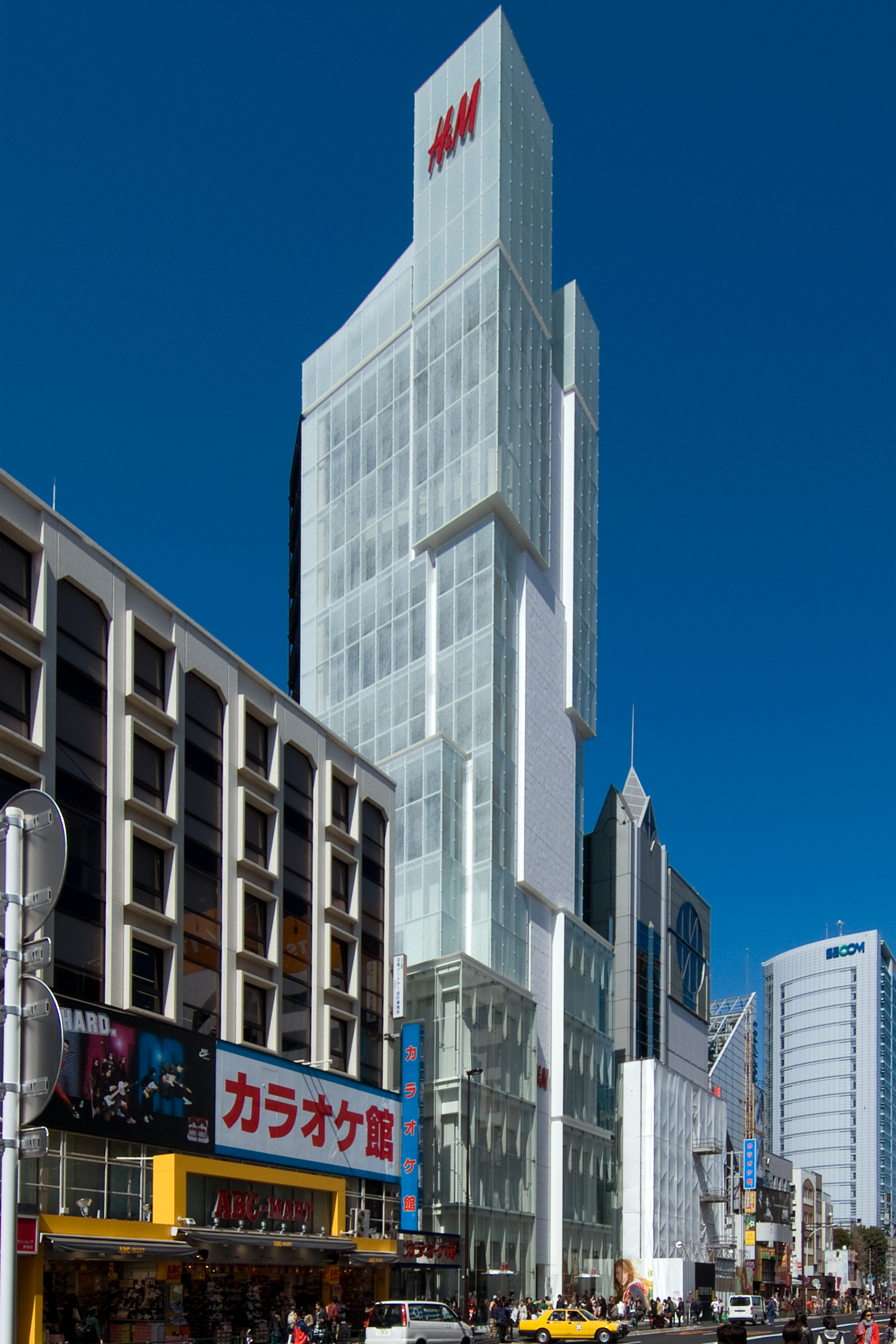
Magasin H&M, conçu et réalisé par Saint-Gobain à Tokyo.

Les relations diplomatiques avec le Japon sont basées sur un plan d'action datant de 2001, des liens sont maintenus tout au long de l'année et des sommets ont lieu à échéance fixe afin d'aborder différents thèmes, outre la politique étrangère, il y est également discuté des relations économiques et commerciales ainsi que des questions internationales et régionales. De nombreux échanges et rencontres dans les domaines des sciences et des technologies, ainsi que dans les entreprises et les universités ont également lieu tout au long de l'année.
Les récents échanges entre les responsables politiques japonais et européens portent sur la mise en place d'un accord de partenariat économique, accord que l'UE a mis en place avec plusieurs de ses partenaires d'Europe de l'Est et le Japon, avec ses voisins Est asiatiques. Le renouveau économique du Japon passe par une plus grande ouverture à l'international et donc par une réduction des barrières douanières, les deux économies, de par leurs niveaux de développement, les échanges technologiques et commerciaux opérés et la montée en puissance des économies émergentes ont tout intérêt à coopérer davantage dans de nombreux secteurs : santé, BTP, chimie lourde et fine, électronique ou encore les nouvelles technologies.

#### Inde
L'Union européenne est le premier partenaire commercial de l'Inde et son premier investisseur étranger, un accord bilatéral de libre-échange est en cours de négociation qui devrait conduire à une augmentation substantielle des échanges. Les négociations politiques engagées dans le cadre du partenariat stratégique conclu en 2004 portent également sur l'énergie, les changements climatiques, la recherche et l'innovation, ainsi que la sécurité (lutte contre le terrorisme, la piraterie et la cybercriminalité).
Concernant la question des relations entre l'Inde et le Pakistan et leur différend au Cachemire, la position européenne soutient la reprise du « dialogue composite » entre les deux parties et les acteurs internationaux impliqués dans le dossier. Sur le fond, trois sujets altèrent encore les relations avec le pays : la question du nucléaire civile et militaire, la réforme de la répartition des sièges du Conseil de sécurité des Nations unies auquel l'Inde souhaite devenir l'un des membres permanents et la délivrance de visas, notamment avec l'Allemagne et la Grande-Bretagne.

#### Brésil
Les relations entre l'UE et le Brésil sont étroitement liées à l'accord-cadre de coopération signé entre l'Union européenne et le Mercosur en 1995 en complément de celui spécifiquement conclu avec le Brésil en 1992. Des négociations sont en cours afin de définir un partenariat stratégique spécifique au Brésil, détaillant quelles relations Bruxelles et Brasilia veulent développer. Le Brésil est un pays émergent qui est entré récemment dans une phase de développement économique majeure, à ce titre, l'Union participe en collaboration avec le gouvernement fédéral à la réalisation des objectifs du millénaire pour le développement de l'ONU, au développement régional et social du pays ainsi qu'à la préservation de l'environnement.
Pour le SEAE, « l’UE et le Brésil ont établi des relations diplomatiques dès 1960. Les deux parties sont unies par des liens historiques, culturels, économiques et politiques étroits », l'UE y a d'ailleurs une délégation permanente chargée de coordonner la coopération politique et le Brésil à Bruxelles auprès de la Commission. Le pays est une ancienne colonie portugaise qui a accédé à l'indépendance en 1822 ; il est membre de la Communauté lusophone avec le Portugal et de l'Union latine.
Sur le plan commercial, les échanges sont nombreux (plus de 60 milliards d'euros en 2010). Cependant, des tensions apparaissent régulièrement dans les négociations bilatérales sur les distorsions concurrentielles que fait peser la PAC européenne sur le commerce de produits agricoles.

### Relations avec les pays tiers

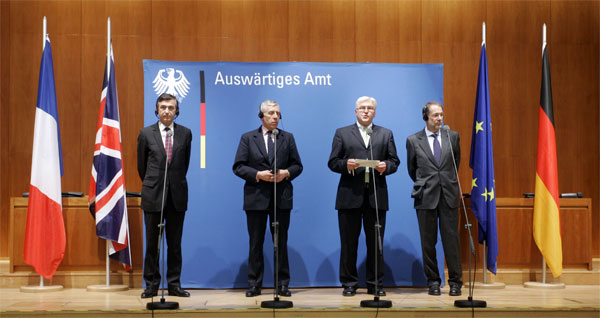
Représentants européens durant la crise sur le nucléaire iranien.

L'Union, par la voix de ses représentants, entretient également des relations avec les pays tiers et les organisations régionales comme le MERCOSUR, le Conseil de coopération du Golfe et l'ASEAN. Les rencontres organisées entre officiels et les délégations permanentes ont principalement pour but de développer des contacts diplomatiques, consulaires, politiques et économiques avec un grand nombre de pays,. L'UE souhaite également véhiculer les valeurs que ses membres partagent au travers de ses actions à l'étranger, ainsi, elle peut participer lors des scrutins électoraux de pays tiers en envoyant des observateurs, contribuer à la transition démocratique ou à la promotion des droits fondamentaux.

Des représentants spéciaux sont également nommés dans les pays ou dans des zones de crise et de conflit dans lesquels l'Union joue un rôle actif en tant que médiateur ou partie prenante (militaire ou humanitaire),. L'UE collabore ainsi avec de nombreuses organisations internationales et ONG afin de renforcer sa visibilité pour le grand public, d'optimiser et de renforcer l'aide apportée par les agences européennes et les pays membres.

### Relations avec les instances internationales

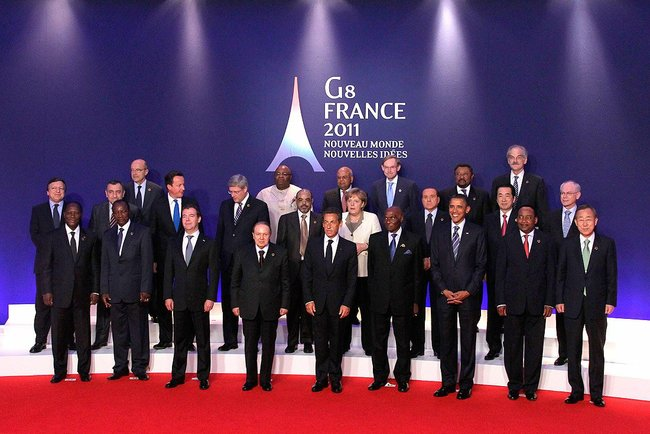
Représentants nationaux et européens lors du G8 de Paris.

L'Union européenne en tant que personne morale sui generis de droit international est présente avec un statut de membre ou d'observateur dans la majorité des organisations internationales de premier rang.
Grâce aux nouvelles dispositions prévues par le traité de Lisbonne, l'Union peut, dans certains cas, être signataire d'accords internationaux avec des pays tiers et d'autres organisations internationales. C'est le Conseil qui autorise la négociation des contrats et c'est le Parlement qui vote après vérification de la conformité des accords avec les règles de droit européen et des dispositions spécifiques selon le type d'accord.
En tant que membre observateur de l'Organisation des Nations unies, elle est le plus important donateur financier, ce qui représente 38 % du budget ordinaire de l'ONU, plus de 40 % de ses opérations de maintien de la paix et environ la moitié des contributions aux fonds et aux programmes de l’Organisation (soit plus d'un milliard d'euros). De plus, l'ex-article 19 paragraphe 3, article 34 paragraphe 2 alinéa 3 du TUE précise que l'État membre siégeant au Conseil de Sécurité de l'ONU doit inviter le Haut Représentant à « présenter la position de l'Union » au Conseil lorsque celle-ci a défini une position commune.
Un accord-cadre financier et administratif (appelé FAFA) a été signé en 2003, permettant à l'UE de prendre part activement aux programmes onusiens comme le PNUD, l'OMS, l'OIT, la FAO ou le HCR. Le partenariat entre la Commission et l'ONU a permis de lancer des initiatives et des programmes dans des domaines d’intérêts politiques communs ou dans le cadre de situations d'urgence auxquelles l'UE participe régulièrement en fournissant des aides diverses.
Dans le cadre du partenariat Euromed, l'Union pour la Méditerranée a été mise en place en 2008 sous la présidence française du Conseil de l'UE. L'organisation a été fondée sur la base de six projets mobilisateurs : la dépollution de la Méditerranée, les autoroutes maritimes et terrestres, la protection civile pour répondre aux catastrophes naturelles, un label d'université euro-méditerranéenne, l’énergie solaire et une « initiative méditerranéenne de développement des affaires ». Son organisation est fondée sur une coprésidence entre un dirigeant de la rive nord, désigné selon les mécanismes de représentation en vigueur au sein de l'UE, et un dirigeant de la rive sud, désigné par consensus dans les États concernés.
Au G20, l'UE a le statut de membre au côté de l'Allemagne, de la France, de l'Italie et du Royaume-Uni pour les pays européens. Elle y représente les 23 autres pays qui sont parfois invités indépendamment dans le cadre des négociations internationales portant essentiellement sur l’économie et la finance.
L'Union européenne joue également un rôle important au sein de l'Organisation de coopération et de développement économiques, de la Banque européenne pour la reconstruction et le développement et de la Banque européenne d'investissement, et dans une moindre mesure au FMI et à la Banque mondiale.
Le 25 juin 2024, le Conseil de l'Union européenne a adopté des conclusions sur une stratégie pour un marché intérieur unifié et élargi, ainsi que sur les relations de l'UE avec les pays tiers d'Europe occidentale et les îles Féroé.

## Relations commerciales
En 2012, les États-Unis sont le premier partenaire commercial de l'UE, sur les dix premiers mois de l'année, les échanges de biens s'élevaient à 539 milliards de dollars. Les échanges transatlantiques ont atteint 445 milliards d’euros en 2011, viennent ensuite la Chine (429 milliards d’euros) et les pays de l'AELE (360 milliards d’euros). L'Union est impliquée dans près d'un cinquième des échanges internationaux de biens, services et IDEs, avec près de 1875 milliards d’euros d'importations et 1700 milliards d'exportations, l'UE est également le deuxième pôle d'accueil mondial des investissements internationaux. En juillet 2025, Les États-Unis, et l'Union européenne conclus, un accord commercial, prévoyant des droits de douane de 15 % sur les exportations européennes, les états européens, s'engagent à des achats d'énergie de 750 milliards de dollars, et à 600 milliards d'investissements supplémentaires, aux États-Unis.
L'Union importe et exporte essentiellement des produits manufacturés (près de 90 % des exportations et environ 75 % des importations) ; notamment des machines et matériels de transport ; des produits chimiques, hydrocarbures et des matières premières.
La politique commerciale européenne est une compétence communautaire exclusive, elle conduit les négociations tarifaires et commerciales avec les États tiers ou auprès des organisations internationales et régionales, telle l'OMC, l'ALECE, l'ASEAN ou le MERCOSUR. Avec l’intégration économique européenne, l'union douanière qui a été mise en place implique la libre circulation des marchandises entre les États membres, mais également une politique douanière commune avec les États tiers.
La politique commerciale de l'UE repose sur des règles commerciales communes, l'article 207 du TFUE recensent trois « principes uniformes » régissent « l'uniformisation des mesures de libération, la politique d’exportation et les mesures de défense commerciale »
.

## Relations de défense et de sécurité

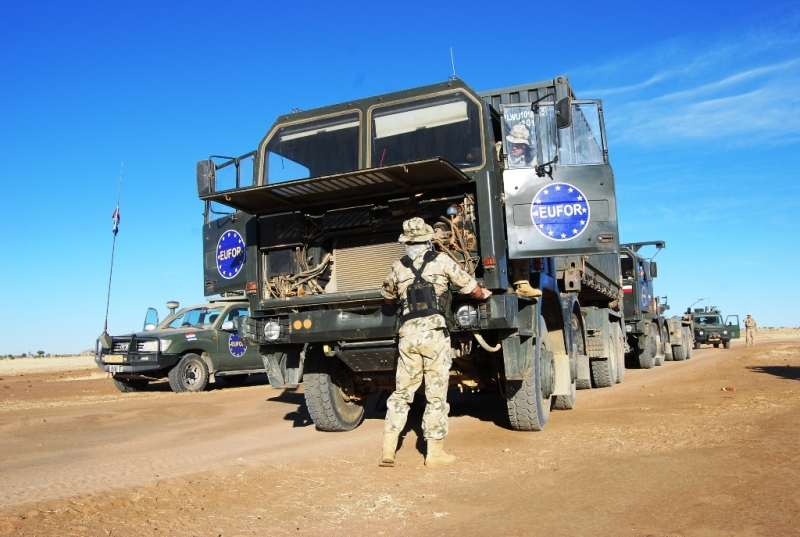
Véhicules polonais de l'EUFOR au Tchad.

L'Union européenne participe activement à diverses opérations de maintien de la paix, de lutte antiterroriste sur le terrain dans le cadre d'exercices visant à renforcer la coopération internationale avec ses alliés. Stricto sensu, ce n'est pas l'Union européenne qui agit puisqu'il n’y a pas encore d'armée commune, ainsi, lors des missions Proxima en Macédoine, Artémis en République démocratique du Congo et Atalante au large de la Somalie, les États membres ont contribué indépendamment à des missions sous mandat de l'OTAN ou de l'ONU.
Cependant, plusieurs forces opérationnelles ont été mises en place sur demande du Conseil européen, les opérations menées l'étaient alors sous mandat européen, ou plus qu'une mise en commun des moyens, ce sont toutes les unités qui ont été regroupées sous les couleurs européennes. Ce fut le cas avec l'EUFOR Althea en Bosnie-Herzégovine, l'EUFOR RDC, l'EUFOR Tchad/RCA ou encore l'EULEX Kosovo.
Dans les faits, l'idée d'une armée européenne est restée en retrait en raison des considérations nationales, et notamment françaises et britanniques après la Seconde Guerre mondiale, qui ont conduit à l'émergence d'une alliance transatlantique aux côtés des États-Unis, du Canada et des pays de l'OTASE jusqu'en 1977. Avec l'intensification des discussions en vue de rééquilibrer les relations entre les deux côtés de l'Atlantique, les forces armées des États membres occupent de nouveau un rôle important dans les missions de défense et de sécurité en dehors de leurs frontières.
L'Identité européenne de sécurité et de défense (IESD) est un accord de partenariat stratégique établi en décembre 2002 entre l’Union européenne et l'OTAN, destiné à intervenir et coordonner les actions dans la gestion de crises sur le continent européen dans des situations pour lesquelles les États-Unis, le Canada et la Turquie ne souhaiteraient pas intervenir directement. Cet accord permet aux pays européens non membres de l’OTAN ou à ceux signataires du Partenariat pour la Paix d'accéder aux moyens militaires et de renseignement de l'OTAN.

## Relations culturelles
« L'article 151 du TFUE impose à la Communauté européenne et aux États membres de promouvoir les aspects culturels dans leurs relations internationales avec les pays et les régions partenaires », cet aspect est important, notamment dans l'optique de la promotion du développement durable, de la coexistence pacifique et du dialogue entre les cultures. L'ouverture européenne vers les pays des Balkans s'accompagne de financements, d'accords de partenariats et de programmes d'échanges multiples. Dans le même ordre d'idées, les pays associés aux partenariats de voisinage ont été invités à développer un volet dédié aux échanges culturels, aux dialogues entre les peuples et à la préservation du patrimoine.
L'Union européenne a ratifié la convention de l'Unesco le 18 décembre 2006, celle-ci sert actuellement de cadre pour l'élaboration de la politique culturelle européenne dans le contexte des relations extérieures.
Dans ses relations avec les pays partenaires émergents, l'UE veille autant que possible à inscrire dans les accords internationaux avec ces pays, des dispositions relatives à la culture, la libre circulation des personnes ou encore le respect des langues locales. Des mécanismes de coopération, des accords et des fonds de soutien aux projets culturels ont été mis en place,.
Dans le cas des pays de l'ACP en vertu de l'article 27 de l'accord de partenariat de Cotonou, « l'intégration de la culture dans les activités de développement, la promotion du dialogue interculturel, la préservation du patrimoine culturel, une aide aux industries culturelles, ou encore l'amélioration de l'accès des biens et services culturels des pays ACP aux marchés européens » font partie des objectifs recherchés par les deux parties. Un Fonds européen de développement UE-ACP a été mis en place afin de financer la diffusion des biens culturels, leur production et leur promotion, de manière à favoriser l'émergence de marchés et d'industries à l'échelle locale et régionale.

## Relations humanitaires

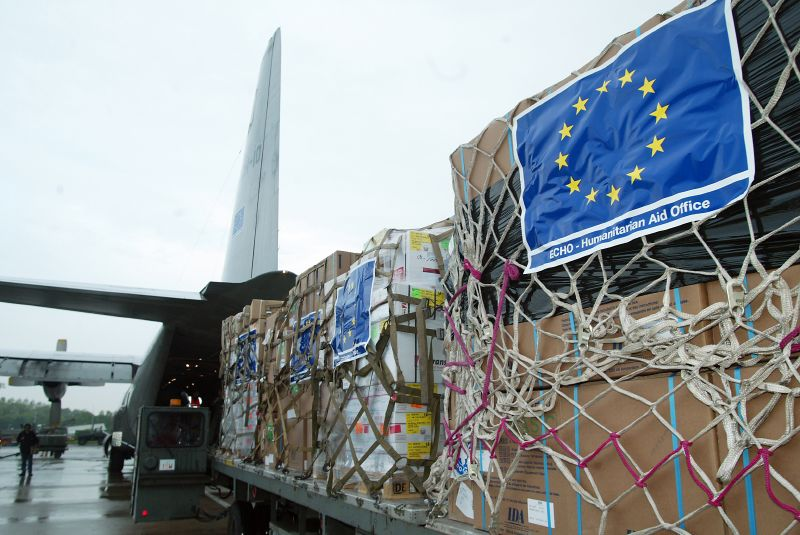
Chargement d'aide humanitaire de l'ECHO.

L'aide au développement, l'aide d'urgence et la collaboration aux projets humanitaires de grande envergure comptent également parmi les objectifs les plus importants de l'Union européenne en matière de politique étrangère, avec 7 milliards d'euros destiné à des projets d'aide au développement, elle est le plus grand donateur mondial. L'UE est présente dans plus de 100 pays afin de lutter contre la faim et la pauvreté,.
La Direction générale de l'aide humanitaire (ECHO) achemine de l’aide d’urgence et de l’aide à la reconstruction dans des régions en crise civile ou militaire, elle dispose d'un budget annuel de plus de 500 millions d'euros et opère principalement en Asie, Afrique et Amérique latine/Sud et la Direction générale Développement et Relations avec les États d'Afrique, des Caraïbes et du Pacifique (DG DEV) coordonne les relations avec les pays en développement et les stratégies à mettre en œuvre sur le long terme. Après les guerres de Yougoslavie, l'Agence européenne pour la reconstruction a été chargée de gérer les principaux programmes d’aide de l’Union en Serbie, au Kosovo, au Monténégro et dans l’ancienne République yougoslave de Macédoine,.
Au niveau parlementaire, c'est la Commission du développement qui est chargée de la promotion, de la mise en œuvre et du contrôle de la politique de développement et de coopération de l'UE. Elle est notamment chargée des négociations avec les pays en développement, de l'aide aux pays en développement et de la promotion des valeurs démocratiques, de la bonne gouvernance et des droits de l'homme dans les pays en développement.
La Banque européenne d'investissement finance des projets en dehors de l'Union européenne notamment dans les pays partenaires méditerranéens, par son fonds euro-méditerranéen d'investissement et de partenariat (FEMIP). En 2003, Elle a accordé des prêts aux pays en développement hors d'Europe pour un montant de 3,6 millions d'euros sans prendre d'intérêts.